# Château de Ringberg
Le château de Ringberg (en allemand : Schloss Ringberg) est un château bavarois, situé dans les Alpes bavaroises, à 50 km au sud de Munich, au pied d'une colline surplombant Tegernsee, près de Kreuth. L'édifice représente le dernier exemple de constructions fantasmagoriques des Wittelsbach. 
Le château de Ringberg est la création du duc Luitpold Emanuel en Bavière (1890-1973), membre de la famille de Wittelsbach et de son ami Friedrich Attenhuber (1877-1947), un peintre munichois. Le château, propriété privée de l'Institut Max Planck, n'est pas ouvert au grand public, étant utilisé pour des conférences.

## Histoire

### Premiers projets
Comme jadis son célèbre parent, le roi Louis II, le duc Luitpold Emanuel était obsédé par la construction de structures fantastiques. En fait, le château de Neuschwanstein du roi Louis II a inspiré le château de Ringberg, et le duc a consacré sa vie à la construction de ce palais. L'idée de construire un château sur le Ringberg est venue au duc en 1911, alors qu'il s'arrêtait pour chasser sur le Ringberg sur des terres que sa famille possédait entre Rottach-Egern et Kreuth. À l'origine, il avait pensé à un petit pavillon de chasse, mais au cours de la planification, le projet a pris de plus en plus un caractère de château avec un donjon, des tours et des murs crénelés. Lorsqu'il s'installe au Ringberg en 1914, le bâtiment principal est pratiquement terminé, mais la construction de bâtiments annexes tels qu'un manège, un château d'eau, un bowling, une glacière et un cinéma, avec terrasses et remparts couverts se poursuit. Le duc était saisi d'une frénésie de construction presque maniaque, rappelant son parent le roi Louis II.

### L'œuvre de Friedrich Attenhuber
Luitpold Emanuel rencontre Friedrich Attenhuber à l'Université de Munich, où le duc a étudié la philosophie et l'histoire de l'art entre 1910 et 1914. Attenhuber a d'abord donné des cours de peinture au duc, puis a voyagé à travers l'Europe avec lui. Ce qui aurait pu n'être une simple histoire d'amour s'est transformé en quelque chose de plus, car Attenhuber accepte de superviser l'édification du château dont rêve le duc. Le résultat est le château de Ringberg. Attenhuber était en contact avec Max Liebermann et Lovis Corinth.

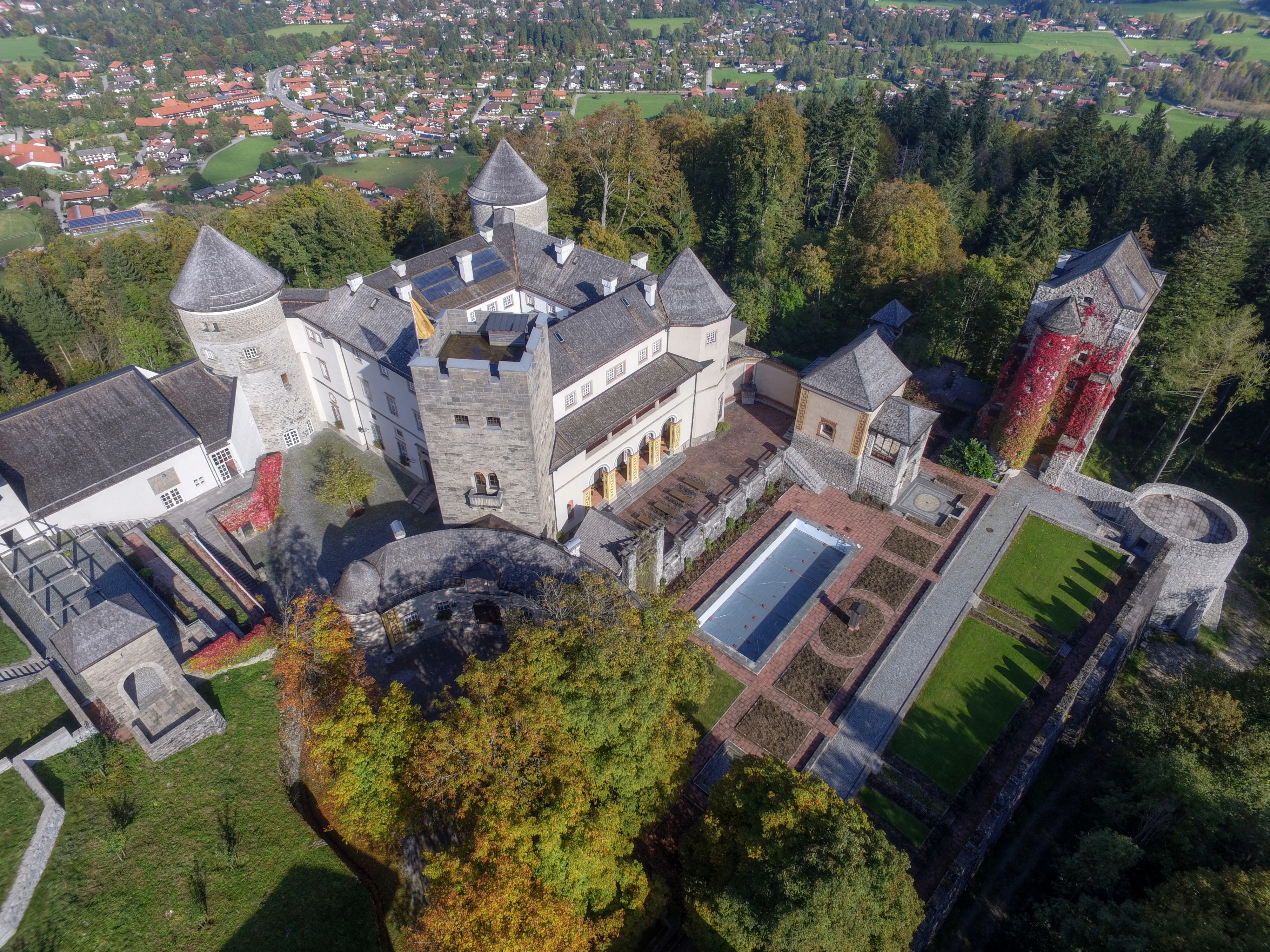
Le château de Ringberg dans son ensemble en 2016.

Tout à Ringberg est conçu et réalisé par Attenhuber lui-même, de l'architecture à la décoration intérieure, en passant par les peintures. Il reflète de manière impressionnante tous les changements de l'art au cours des périodes couvrant l'historicisme tardif, l'Art nouveau, l'Art déco, les styles régionaux, le néo-classicisme, le modernisme et le national-socialiste-classicisme.
En 1930, Attenhuber ferme son atelier munichois afin de s'installer de façon permanente dans le palais. Il modifie son style pictural en abandonnant l'impressionniste en faveur du réalisme, ayant trouvé ses modèles dans les fermes autour de Tegernsee. Attenhuber a composé ses tableaux généreusement, peint avec brio, écrit l'historienne de l'art Helga Himen. « L'intégration dans une approche post-impressionniste de la peinture correspond à son orientation vers les colonies d'artistes de Chiemsee et de Wessling. la précision photographique a déplacé l'expression spontanée. Cela est particulièrement vrai des images qui font partie de l'intérieur du château de Ringberg. On a l'impression que l'expressivité artistique d'Attenhuber s'est de plus en plus figée au fil du temps».

### Une relation devenue délétère

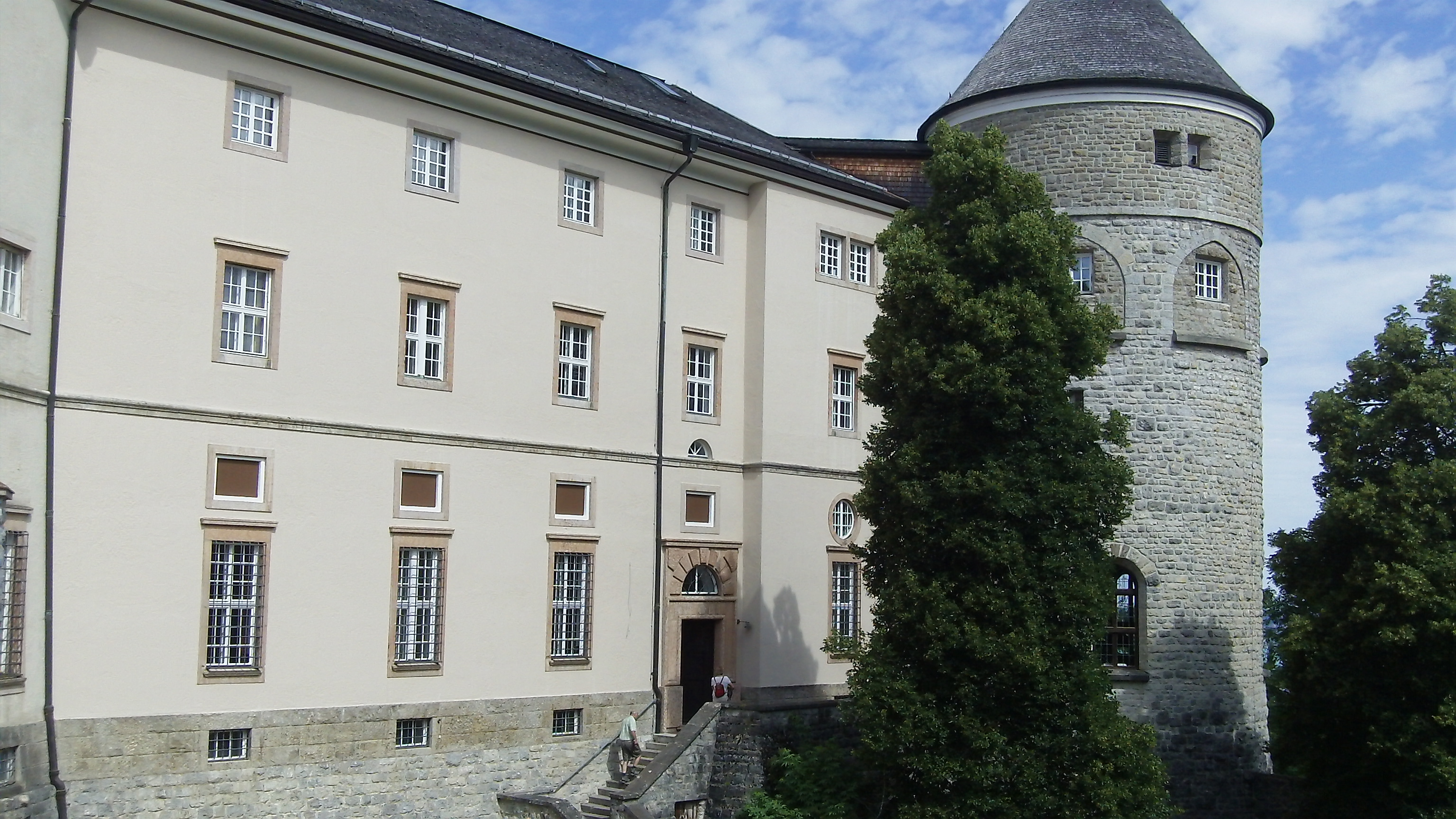
Vue du château de Ringberg en 2015.

Dans les années 1930, les relations entre les deux hommes se dégradent dramatiquement. Au cours des premières années de leur relation, le duc et Attenhuber étaient en bons termes, en dépit de leur statut social différent. Au fil des ans, l'amitié semble s'être lentement refroidie. Attenhuber souffrait de l'isolement dans le château reculé, il lui était interdit de prendre des commandes étrangères, les visiteurs n'étaient pas les bienvenus et ne pouvaient être reçus qu'en cuisine. Le duc avait déménagé sa résidence principale à Munich et n'était souvent pas vu au Ringberg pendant des jours. De plus, Luitpold était extrêmement intolérant, revendiquait le dernier mot sur les questions artistiques et demandait avec véhémence que ses souhaits soient exaucés rapidement. Attenhuber est devenu complètement dépendant de son client. 
De surcroît, Attenhuber s'inquiétait pour ses finances personnelles, car il ne recevait aucun paiement, ne travaillait que pour se nourrir et se loger. Le duc lui avait seulement assuré que si le château était vendu, il recevrait dix pour cent du prix de vente. Mais cela ne s'est pas produit de son vivant. En 1931, Attenhuber écrit une lettre au chef de la maison de Wittelsbach dans laquelle il disait : « Par le comportement de S.K.H. Je suis obligé de mendier auprès du duc Luitpold. Modestement, je voudrais vous demander de m'aider avec quelques points. » La lettre est restée sans réponse. Ce n'est qu'en 1945 que Luitpold accepte de payer à Attenhuber cent marks par mois en espèces. Attenhuber était également lié au palais, car il avait perdu tous ses contacts sociaux et le duc ne lui permettait pas de partir. En 1947, Attenhuber se donne la mort en se précipitant du haut de la tour du château de Ringberg.

### Poursuite et devenir du projet

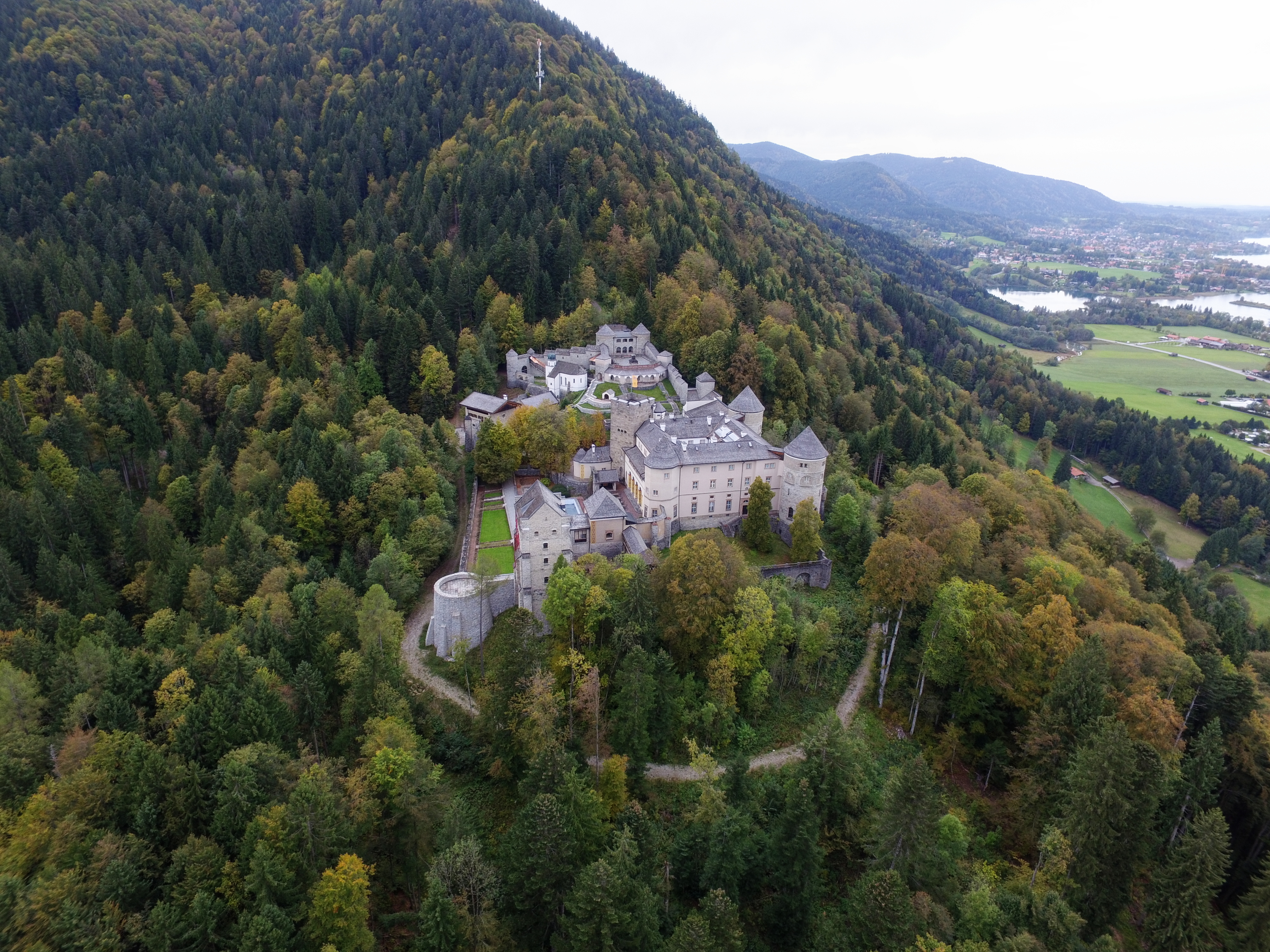
Vue aérienne du château de Ringberg en 2016.

Après sa mort, le duc Luitpold Emanuel a continué à consacrer toute son énergie à la construction du palais, vendant des propriétés familiales (le château de Biederstein et le château de Possenhofen) pour financer la construction et voyageant plus de 50 km de l'hôtel Vier Jahreszeiten à Munich pour surveiller l'avancement des travaux. En fait, il n'a jamais vécu dans le palais, ayant préféré un hébergement à l'hôtel Bachmair lorsqu'il passait la nuit dans la région. À sa mort en 1973 à l'âge de 82 ans, il laisse le château de Ringberg inachevé.
Au milieu des années 1960, il commence à réfléchir au devenir du château de Ringberg après sa mort, puisqu'il n'avait pas d'héritiers directs. Il a alors demandé aux autorités bavaroises d'accorder à son palais le statut de monument historique afin d'éviter de lourdes taxes, mais sa demande a été rejetée.
Luitpold Emanuel choisit dès lors de l'offrir à l'Institut Max Planck. Le contrat est signé en 1967 et le palais est passé entre les mains de l'institut après la mort du duc en 1973.